# Davisté
Davisté bylo uskupení slovenských levicových intelektuálů blízkých KSČ, které vzniklo ve 20. letech 20. století okolo časopisu DAV. Davisté se významným způsobem podíleli na formování kulturního, politického a uměleckého života v období první Československé republiky. Název DAV se skládá z křestních jmen členů: Daniel Okáli, Andrej Sirácky, Vladimír Clementis.
Podle prohlášení redakce prvního a druhého vydáni byl DAV čtvrtroční „periodická revue, která sdružuje průkopníky socialistických idejí mladé generace na Slovensku, kteří jsou činní v oblasti myšlenkové a umělecké.“
Davisté se původně hlásili k internacionalismu, leninismu, pacifismu, podporovali vědu a v prvním období avantgardní umění. Vzor nalézali v tehdejším sovětském Rusku. V pozdější době se rozdělil DAV na dva proudy – avantgardních autorů a socialistických realistů. Ve třetí fázi inklinovali ke spojení myšlenek socialismu, vlastenectví (všeslovanská vzájemnost) v duchu leninského konceptu.
Revue byla také zprostředkovatelem knih socialistických spisovatelů (Ján Rob Poničan: Som a Dva svety; Wolkerov Večer, Sborník proletárskych básní, Laco Novomeský: Nedeľa) a dalších časopisů a nakladatelství.

Orientovali inteligenci ve světonázorových otázkách k učení Karla Marxe, Bedřicha Engelse a V. I. Lenina; přispívaly k poznávání sovětské a avantgardní kultury (propagovali také slovenský nadrealismus). Davisté se (většinou) angažovali v Komunistické straně Československa, v jejímž rámci představovali skupinu, která měla větší pochopení pro slovenskou svébytnost. Redakce prohlásila:
„Chceme poukazovat na nespravedlnost dnešního společenského řádu. Chceme kritickým rozborem všech jeho jevů, které pozbyli už dávno životní oprávněnosti, přispět k jeho konečnému vyvrácení. Chceme alespoň tímto způsobem dokumentovat svou solidaritu s pracujícími a splatit alespoň částečku dluhu staletí.“
Digitalizaci revue DAV občanské sdružení a spolek DAV DVA.

## Etymologie názvu DAV
Název DAV je složen z iniciál křestních jmen členů – Daniel Okáli, Andrej Sirácky a Vladimír Clementis). Ladislav Novomeský popsal etymologii názvu následovně:
„Už len názov bol protestom. Protestom proti obmedzujúcej povýšenosti inteligencie vôbec a slovenskej osobitne, proti pohŕdavému zaznávaniu, a akým pristupoval povojnový inteligent k davu, zástupu, kolektívu, ľudu; proti postoju, ktorým sa inteligent vyvyšoval nad ľudovú a robotnícku masu. DAV už svojím názvom manifestoval svoju príslušnosť k nej. Všetky ostatné výklady boli len náhodné…“

## EstetikaDAVu
Autorem obálky prvního čísla revue DAV Mikuláš Galanda (s alias La Ganda), který spolu s Ľudevítem Fullou vytvořil davistickou uměleckou identitu. Se členy DAV spolupracovali prostřednictvím knih, plakátů a bulletinů; Fulla už před vznikem DAVu (ilustroval knihu Jána Roba Poničana a Galanda vytvořil kresby pro Novomeského debutovou básnickou knihu. Revue obsahuje i první slovenský pokus o modernistickou typografii, jejíž ekvivalent najdeme v české avantgardě (Host, Pásmo). Při diskuzi o estetické složce (vizuální rozměr designu DAV revue) nelze podle Lukáše Perného opomenout mezinárodní kontext, který ji spojuje:
- Vlivem mezi Prahou a Slovenskem (Bratislavou) s Maďarskem (texty avantgardního teoretika a básníka Lajose Kassáka publikované v DAV) (DAV byl součástí projevů slovenské moderny, která byla úzce spjata s Prahou),
- Zpětná vazba s francouzskou kulturou (obrazy Franse Masereela v prvním čísle DAV; polemika s francouzskou poezií),
- S ruskou avantgardou (Okaliho apel na Majakovského v DAV 1924; zmínky o Mejercholdovi, Majakovském, Erenburgovi v DAV 1925/1),
- S německou avantgardou (zejména umění Nové věcnosti – estetika zkušenosti s městskou kulturou v podobě satirických a sociálně kritických obrazů založených na estetizaci vizuality – buržoazní zábavy, nočního života, sociální periferie a chudoby, prostituce, vražd, politické kritiky (obrazy Otto Dixe, Georga Grosze – publikováno v DAV revue).

Podle Lukáše Perného text D. Okáliho – s mottem „Ne umělecký program! Umělecký čin!“ – představuje brožurový článek DAV o sociálně revolučním umění. Ideologicky (D. Okáli) nachází funkci umění a kultury v revolučním znovuzrození společnosti, radikálním rozkolu s tradicí (kritika klerikalismu, kapitalismu a individualismu), odkazující na Trockého (umění jako prostředek změny hospodářskému establishmentu a napomáhání k politické moci).
Kolektivismus DAVu — podle J. Migašové — je založen na úvahách o kolektivním umění Lajose Kassáka, dále pod vlivem Jiřího Wolkera, Karla Teigeho (Teige redefinoval pojem lidové umění) a raného devětstilu.

## Zakladatelé, členové a spolupracovníci DAVu
Zakladateli DAVu byli Ján Poničan, Vladimír Clementis, Daniel Okáli, Jozef Tomášik-Dumín, Ľudovít Obtulovič, Andrej Kojnok, filosofové Andrej Sirácky, Alex Križka, chemik a filosof Mikuláš Furdík. Později se přidali Peter Jilemnický, Laco Novomeský, Jarko Elen, Eugen Klinger, Karol Svetlík ml., Jozef Zindr, Ladislav Szántó, Ján Bohúň a Gustáv Husák.
V DAVu publikovali i čeští spisovatelé jako Marie Majerová, Zdeněk Nejedlý, Július Fučík, Ivan Olbracht, Ivan Sekanina a k zahraničním spolupracovníkům patřil Ilja Ehrenburg.
Redakci a administraci prvních vydání zastřešovali Eduard Urx a odpovědným redaktorem byl Ľudovít Obtulovič.
Design DAVu tvořili významní slovenští výtvarníci Fulla a Galanda.

## Historie a teoretické základy DAVu

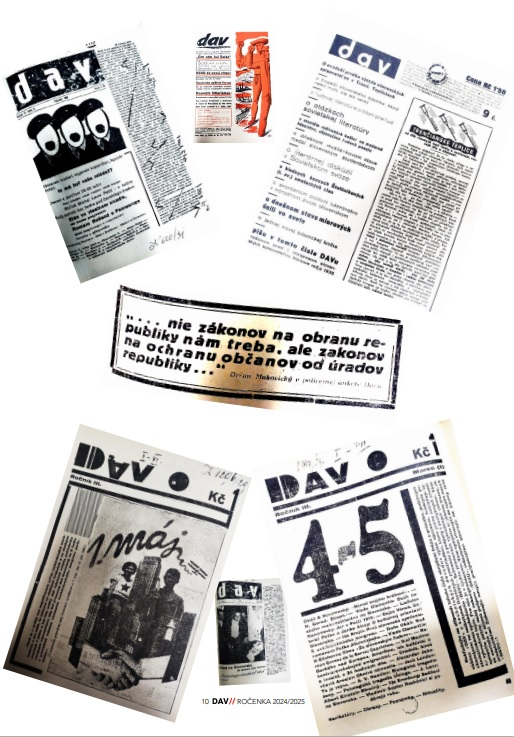
Obálky DAVu

Náznaky propojení davistů nacházíme již v roce 1921 v časopise Svojeť, který vedl Gejza Vámoš. V tomto období vznikaly první sociální periodika (Hlas lidu, Dělník, Kovodělník, Spartakus, Proletárka a Dělnické noviny).

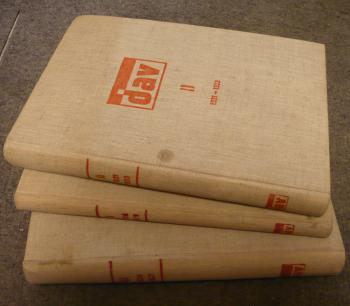
Časopis DAV

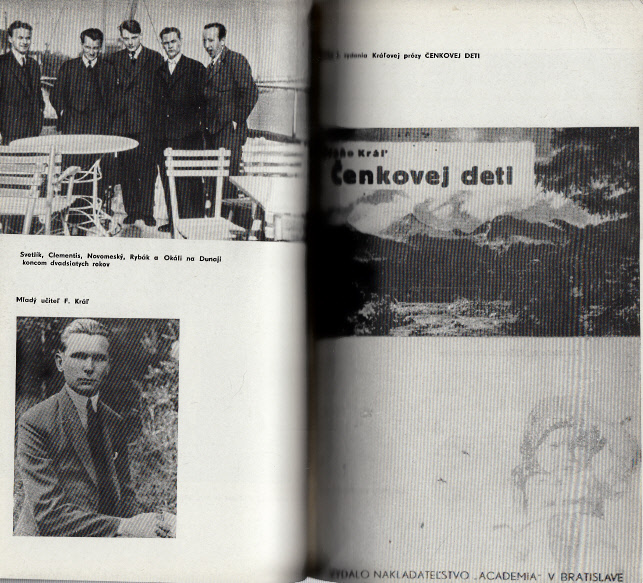
Ukázky z DAVu

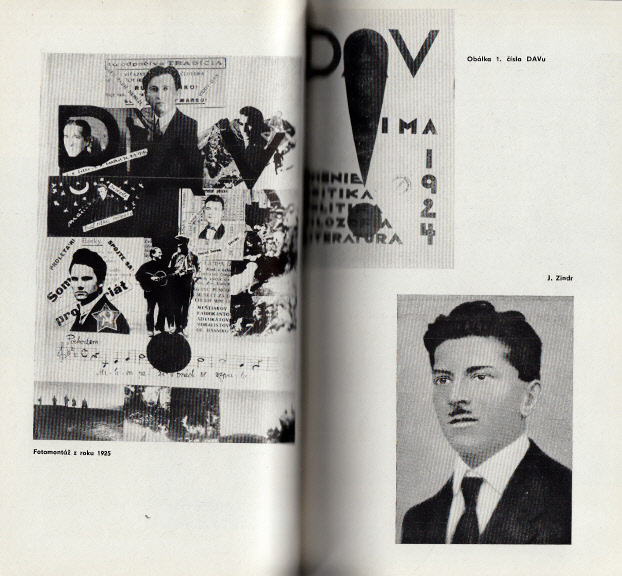
Ukázky z DAVu

V roce 1922 založili Daniel Okáli, Vladimír Clementis a Ján Poničan Voľné združenie študentov-socialistov zo Slovenska

Během ledna 1924 začínají spolupracovat prostřednictvím tehdejšího redaktora komunistické tisku Klementa Gottwalda, básníci, umělci a socialističtí intelektuálové s komunistickým hnutím, které publikuje noviny Pravda chudoby, kde v roce 1924 získali budoucí davisté samostatnou rubriku „Proletářská neděle“. Podle Štefana Druga směřovaly ke vzniku Davu periodika Mladé Slovensko, Prúdy, Slovenské pohledy, Pravda chudoby (rubrika Proletářská neděle), později i Pravda.

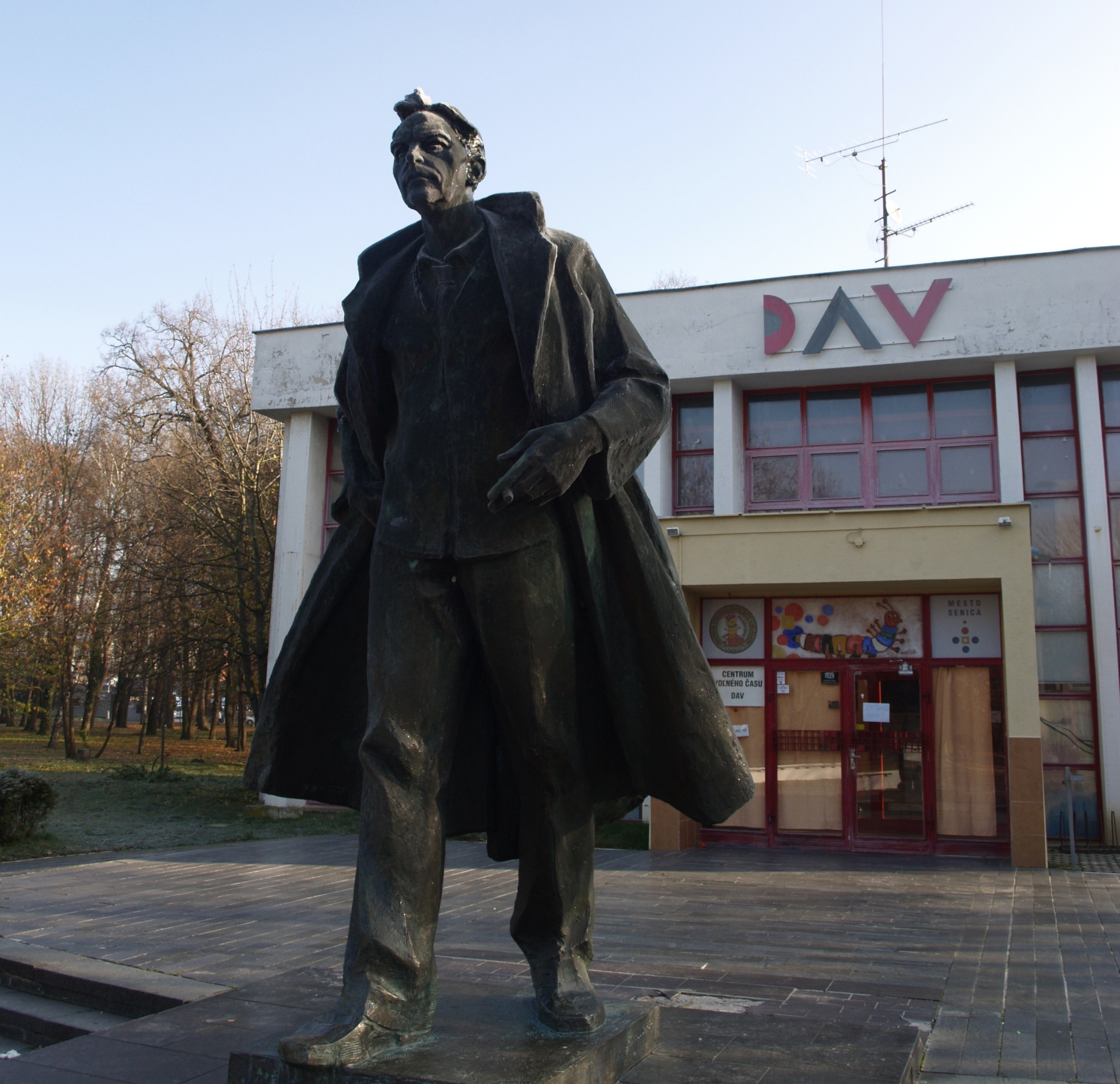
Ladislav Novomeský a budova DAVu v Senici

První číslo DAVu vyšlo v listopadu 1924 s obálkou Mikuláše Galandy. Šlo o čtvrtletník profilovaný jako umělecká a politická revue. K pražské skupině přibyla bratislavská: Karol Světlík ml., učitelé Peter Jilemnický, Jarko Elen a Jozef Zindr, Mikuláš Furdík, Fraňo Král, Ladislav Szántó, Edo Urx, později Eugen Klinger, Jozef Rybák a Jan Bohuňov.
Davisté ve své první etapě radikálně odmítali tradici, kterou pokládali v kulturním vývoji za vysloveně škodlivou. Kritizovali pasivitu sociální demokracie během 1. světové války a II. internacionálu. Programově se davisté se hlásil k III. Komunistické internacionále.
Davisté jako první pomohli na kulturním legitimovat směr tzv. nadrealistů, když podpořily obranou proti útokům na spisovatele Rudolfa Fabryho. Měli vlivné slovo iv Klubu mladých, který vstoupil do Umělecké besedy Slovenska, ta spolu s davistami organizovala večírky, kde se četla poezie Lukáče, Smreka, Novomeského, Okáliho a Poničana. Organizovali také přednášky o Freudovi a moderním divadle.
Clementis pozval také na Slovensko významného novelistu Ilji Erenburga, jehož doprovázel Laco Novomeský.
DAV č. 3 vychází v únoru 1926 už jako měsíčník. Oproti prvním dvěma číslům se podstatně zmenšil rozsah (snížení ze 64 na 20 stran), bylo evidentní, že jde o literárně-umělecký časopis.
Davisté vydali ještě dubnové dvojčíslí 2. – 3/1926, ale tehdy nikdo netušil, že prozatím půjde o poslední číslo tohoto časopisu. Uvedený stav byl pro ne nepochybně drastickým zklamáním, protože byli na jistý čas umlčeny.
Davisté se realizovaly i v jiných levicových periodikách, o čemž svědčila i skutečnost, že Novomeský a Urx redigovali deník Pravda, přičemž Novomeský se později stává vedoucím redaktorem Pravdy. Přičinili se o založení „Společnosti pro hospodářské a kulturní styky s Ruskem.
Koncem ledna 1927 vyšla Novomeského Neděle  s ilustracemi Mikuláša Galandu, jako první svazek Knihovny Davu.
Po roce 1929 se přesunulo těžiště tvorby z oblasti literatury a umění do oblasti politické, sociální, ekonomické a ideologické problematiky.
Časopis DAV začal znovu vycházet od ledna 1931, tvorba byla v tomto období silně ovlivněna symptomy celosvětové hospodářské krize.
DAVisté aktivně reflektovali tragické události v Košútech (květen 1931), kde došlo v rámci stávky dělníků ke střelbě a smrti protestujících. DAV věnoval události celé červnové číslo a Manifest slovenských spisovateľov (podepsali ho také E. B. Lukáč, J. G. Tajovský, M. Urban, J. Smrek a G. Vámoš). Clementis psal listy svetovým osobnostem (Romain Rolland, Maxim Gorký).
Podporují nově vzniklý Sovětský svaz a publikovali i reportáže z komuny Interhelpo. Postavili se proti zákazu promítání filmů Matka a Křižník Potěmkin. Davisté české veřejnosti zprostředkovaly překlady zahraniční literatury a recenze na tvorbu autorů jako H. Barbusse, T. Mann, G. B. Shaw, F. Nansen, J. London, U. Sinclair a dalších.
DAVisté psali také o konfliktech v Polomke nebo o usmrcení pracovníka na stavbě železnice Červená Skala – Margecany.
V roce 1932 se také podíleli na Sjezdu mladé slovenské generace konaném v Píšťanech.
V posledních ročnících mladší generace publikoval psali pro DAV Gustáv Husák, Alexander Matuška, Michal Chorváth, Jozef Rybák a Andrej Bagar.
V roce 1936 spolupořádají Trenčansko-teplický kongres.
Časopis DAV zanikl v roce 1937 a po válce už nebyl obnoven. Do emigrace musel odejít Clementis, Jilemnického vyhnali do Čech, Urx působil v Praze jako vedoucí ilegálního ÚV KSČ.

### Otázky umění a kultury
V otázkách umění DAV nejdříve zastával cestu proletářské literatury (Ján Poničan, Ladislav Novomeský) a v 30. letech socialistického realismu (Peter Jilemnický, Fraňo Král). Usilovali o světonázorovou a politickou jednotu. Tvorba se dělila na sociálně-akční (Poničan, Tomášik-Dumiín, Okáli, Král) a poezii moderního lyrismu (Novomeský).
Postoje k umění a kultuře:
- Ladislav Novomeský: Umění není, nebo alespoň nemá být pouhým zobrazením skutečného, ale jeho přetvářením.“[13]
- B. Tilkovszký: Jelikož umění má sociální kořeny, a proto vznik zcela nového umění závisí od nové živné půdy, vyžaduje nové společenské zřízení, je přirozené, že k možnosti vzniku nového umění dalo dnešní Rusko podmínky v první řadě.[34]
- Andrej Sirácky: Kultura patří do sociálně-ideové sféry člověka a proto ji třeba chápat především jako společensko-historickou realitu patřící do biosféry člověka.[35]
- Vladimír Clementis: Kultura dozajista není jednoduchým pojmem. Znamená souhrn všeho vedení a snažení se té které epochy. Existuje ale nějaká obecná kultura, kterou bychom jednoduše mohli nazvat lidskou? Nebo alespoň obecný směr, kterým se snaží ubírat, a jsou to jen některé doby, které ji deformují, využijí na své třídní účely?[36]

Důležité místo v tvorbě kolektivu měla umělecká kultura a problematika kultury (Urxova polemických recenze Nezvalovy Pantomíny, Poničanova esej Národ a kultura, Okáliho článek Umění a Clementisov článek Akultúrny bolševismus, články Novomeského a Siráckého).
Vladimír Clementis upozorňoval na historický proces jako na něco „jedinečné, jednotné a celistvé“, jak na integrál všech stran skutečnosti, všech jejích protiřečení, všech jejích tendencí (směrů vývoje). Podle Dalimír Hajka davisté zdůrazňovali názor, že nové třídní chápáno umění má být výrazem kolektivního cítění a myšlení kolektivu, kterému je určeno, a že má poskytovat zdroj třídního uvědomění. Novomeský vnímal umění jako pevně začleněny do života lidí společnosti.
I poezie, podobně jako každý jiný druh umění, musí být podle Novomeského společensky funkční. Člověk má jejím prostřednictvím především hlouběji poznávat sám sebe. Kultura a umění jsou zrcadlem stupně dosažené autenticity lidské společnosti, ukazují, do jaké míry podmínky života umožňují člověku poznávat a vyjadřovat vlastní schopnosti, vlastní kvality. Stav kultury je podle Novomeského barometrem sebepoznání lidské společnosti v daném historickém okamžiku, je měřítkem stupně využití či nevyužití možnosti každého národa realizovat velkou příležitost polidšťovat svět, ve kterém žije, i v oblasti tvorby kulturních hodnot.

### Věda
Kritizovali buržoazní filozofii a vědu (zejména Urx věnoval pozornost kritice Masarykova učení, pozitivismu a pozitivistické-relativistického chápání myšlení, které ovlivňovalo kulturní život).
Otázky vztahu dialektického materialismu a přírodních věd zpracoval Ladislav Szántó v článku Myšlenkové jádro Einsteinovy teorie. Szántó také analyzoval problematiku psychoanalýzy a marxistické teorie osobnosti člověka v článku marxistické o psychoanalýze (navazujíc na inštrumentalizmus J. Deweyho a vztahy mezi sociálním a biologickým – kolektiv, jednotlivec a společnost). Postoje k věde, ukázkové citace:
- Dialektická metoda myšlení, která nezná absolutní, strnulé pojmy, dialektický materialismus, který vychází z jednotnosti přírody, z jednotnosti přírody a ducha … z přesvědčení, o poznateľnosti světa, tento dialektický materialismus, toto filozofické základní marxistické pojetí jevů bylo skvěle potvrzeno teoretickou prací Einsteinovou jako správně.[40]
- Objektivista se omezuje a uspokojuje s prokázáním nezbytnosti jednoty logického a historického, teoretického a třídního při analýze určitých společenských jevů a teorií. … Bylo by nesmírnou chybou, kdybychom třídní povahu vědy omezovaly pouze na společenskou vědu a neviděli bychom v podstatě své totožnou třídnosť iv povaze jiných vědeckých oborů (ve fyzice, chemii), v matematice, v technologii atd.[41]

Krajně ateistické pozice později davisté dali do pozadí. Po roce 1945 Novomeský (text Kříž a hvězda) a Husák v textech usiloval o smíření křesťanství a socialismu.

### Politické aktivity davistů po zániku DAVu
V roce 1937 umírá na těžkou nemoc Jozef Tomášik-Dumín. V roce 1942 byl Eduard Urx popraven nacisty a Peter Jilemnický zemřel v roce 1949 v Sovětském svazu na srdeční infarkt.
Ve 40. letech se bývalí davisté (Clementis, Novomeský, Husák) zapojily do organizace Slovenského národního povstání a organizace poválečného života (Košický vládní program). Pod vlivem historických okolností se začali zajímat o národní kulturu (dějiny slovenské kultury) a slovanství.
Především Novomeský, Husák a Clementis přizpůsobili ideu socialismu na podmínky slovanské vzájemnosti, které po roce 1945 aktivně prosazovali (tato idea byla přítomna i v Košickém vládním programu). Byla to i jedna z příčin, proč byli obviněni z buržoazního nacionalismu.
V 50. letech 20. století byli bývalí davisté terčem kampaně, v níž je dogmatická část KSČ obviňovala z „takzvaného“ buržoazního nacionalismu a v roce 1954 byli mnozí z nich odsouzeni v rámci procesů s buržoazními nacionalisty.
Rehabilitováni byli počátkem 60. let 20. století a mnozí z nich pokračovali v politické a veřejné kariéře.

## Dílo
Daniel Okáli
- Výboje a súboje
- Ozvena krvi a zápasov [20]

Andrej Sirácky
- Za socialistickú vedu a kultúru
- Umierajúca civilizácia na prelome vekov
- Sociológia myslenia a činu
- Prírodné a spoločenské prostredie

Vladimír Clementis
- Medzi nami a Maďarmi
- Slovanstvo kedysi a dnes [19]
- Nedokončená kronika

Ladislav Novomeský
- Nedeľa[8][47]
- Svätý za dedinou [47]
- Stamoodtiaľ a iné [47]
- Do mesta 30 minút [47]
- Vila Tereza [48] [47]
- Znejúce ozveny [49]
- Čestná povinnosť [49]
- Manifesty a protesty [49]
- Slávnosť istoty [49]
- Zväzky a záväzky [49]
- Splátka veľkého dlhu I.
- Splátka veľkého dlhu II.

Eduard Urx
- Umění a proletariát
- Za pravdu a mír

Jozef Tomášik-Dumín
- Otvorte okná
- Chlapec a husle

Fraňo Kráľ
- Cesta zarúbaná[50]
- Setkání
- Jano
- Čenkovej deti
- Pohár červeného vína [51]
- Bude ako nebolo
- Stretnutie

Peter Jilemnický
- Bojuje se mečem
- Pole neorané
- Víťězný pád
- Dva roky v krajine sovietu
- Cesta
- Kompas v nás

Ján Rob Poničan
- Som, myslím, vidím a cítim, len temno nenávidím [6]
- Ohne nad riekou [48]
- Divný Jano

Gustáv Husák
- Svědectví o SNP [43]
- Z boju o dnešek

## Kontinuita (2016 – 2020, 2024 - současnost)
| „                                                         | Svět se v mnohém změnil, ale v mnohém zůstal stejný jako v 20. a 30. letech 20. století, i dnes je ten svět rozdělen na lidi, kteří mají moc a bohatství. Na druhé straně jsou lidé, kteří těmito statky nedisponují a jsem velmi rád, že jsou tu mladí lidé, kteří chtějí tato témata řešit. | “ |
| — Ivan Okáli (syn Daniela Okáliho) o DAV DVA , zdroj 1, 2 | |   |

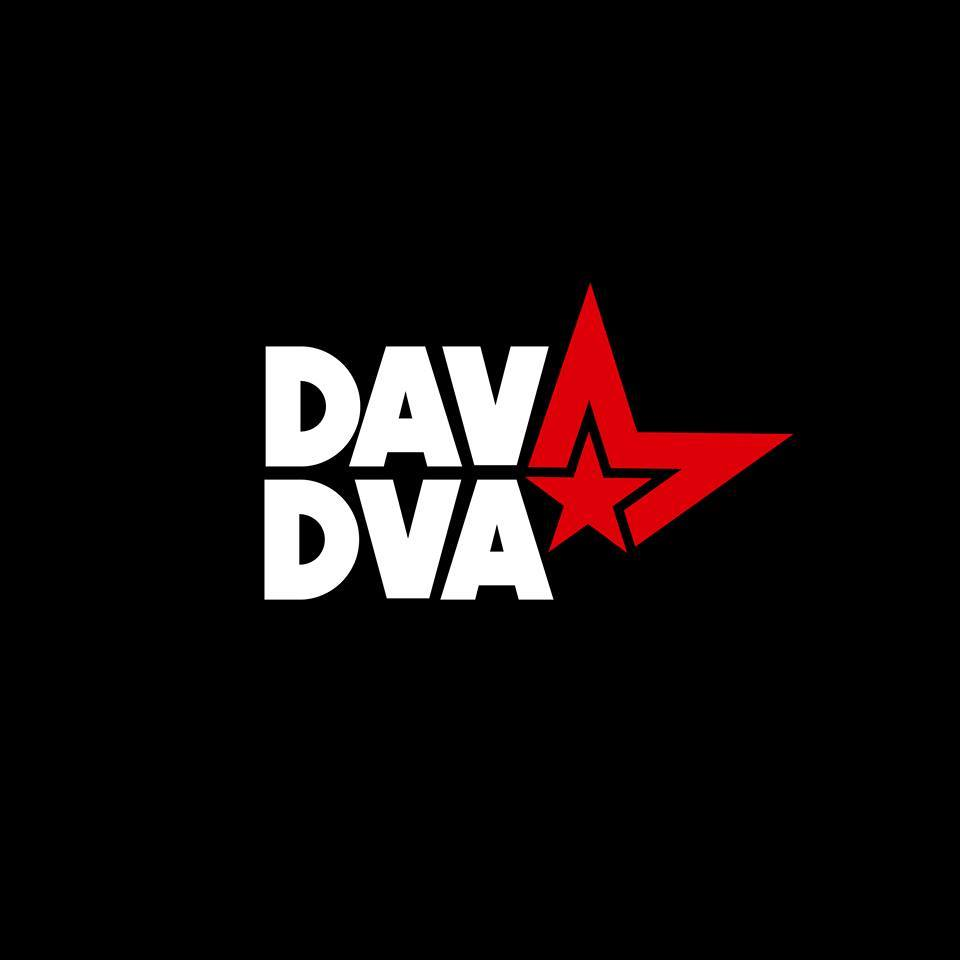
Logo DAV DVA

Na tradici DAVu navázal časopis o. z. DAV DVA (2016 – 2020, po roce 2020 pouze jako ročenka, obnoven v roce 2024). DAV DVA je slovenské občanské sdružení, nestranický levicový think-tank, zaměřený na propojení levicové politiky, kultury a občanského dění; oficiálně registrován na MK SR. Do projektu DAV DVA se během jeho existence aktivně zapojilo přes 70 autorů, přičemž šlo o filozofy, historiky, sociology, publicisty, aktivisty, studenty a mladé intelektuály, kulturní obec (básníci, prozaici, recenzenti, hudebníci), ekonomy a politiky. Skupina během prvních čtyř let existence organizovala konference, diskuse, vydávala e-knihy, založila internetovou knihovnu, zdigitalizovali původní DAV, ale zejména psala články k tématům sociální spravedlnosti, rovnosti, občanských a sociálních práv, ekologie, asistovali při budování a propagaci kooperativ či samosprávných projektů. Od prosince 2020 se DAV DVA rozšířil o zpravodajství a pak změnil svůj formát na spravodajsko-názorový webový portál Veci verejné. V roce 2020 DAV DVA se odčlenil jako samostatní avantgardní revue pro kulturu, umění a vědy (vyšla pouze ročenka). DAV DVA byl znovu obnoven v roce 2024, sto let po vzniku DAVu a rok později (2025) se distancoval od období, kdy se projekt transformoval na Veci verejné, zejména pro jednostranné působení tehdejšího statutáře Romana Michelka. DAV DVA po obnovení vydal Manifest Mináčovské levice, ve kterém se přihlásil k národní levici, a také manifest Národní neomoderny. Redakce se spolupodílela na propagaci a iniciování odhalení bust Ladislava Novomeského a Ivana Horvátha, ale také výstavy k 80. výročí Slovenského národního povstání. V roce 2025 se DAV DVA, Společnost Ladislava Novomeského a Společnost José Mártího dohodly s velvyslancem Kuby Rafealem Bécquerem na pokračování a prohlubování spolupráce. Také dohodli spolupráci se Slovenským svazem protifašistických bojovníků. V roce 2025 vydali novou ročenku. V roce 2025 představila redakce vizi Slovenska založeného na obnovení potravinové soběstačnosti, soběstačných eko-komunit, podpora družstevnictví a sociální ekonomiky pro lidi (ne pro zisk), řešení bytové otázky, rozvoj veřejné dopravy, ochranu kulturního dědictví i moderní architektury, veřejného a bezplatného zdravotnictví a vizi pacifismu (mírové iniciativy) a kooperace mezi národy. 
Skupina organizovala konference, diskuse, vydávají knihy, založila internetovou knižnici. Hlavním cílem sdružení bylo podporovat nové i tradiční společenské koncepce, založené na ekonomické a sociální spravedlnosti, respektu k rovnosti občanských, sociálních, kulturních práv; asistování při budování kooperativních a samosprávných projektech, ochraně životního prostředí a kulturního dědictví.
Mezi členy a spolupracovníky a autori patříli spisovatelé, filosofové, právníci, historici, sociologové, ekonomové a umělci, David Diczhazy, Tomáš Klimek, Lukáš Perný, Lucia Hubinská, Marián Klenko, Richard Cviklovič, Vladimír Manda, Karol Ondriaš, Roman Michelko, Erik Germuška, Alexander Riabov, Ľudovít Števko, Miloš Jesenský, Lukáš Vávra, Eduard Chmelár, Ľuboš Blaha, Soňa Valovičová, Zuzana Lukáčová, Slavomíra Kotradyová, Dana Repová, Juraj Janošovský, Richard Sťahel, František Škvrnda, Martin Muránsky, Ladislav Hohoš, Ivan Luljak, Branislav Fábry, Adrián Ondrovič, Pavol Janík, Igor Melicher, Tomáš Beník, Tomáš Daněk, Ctirad Musil, Peter Schvantner, Matej Barč, Dušan Deák, Alexander Riabov, Boris Demovič, Jaroslav Košela, Dominik Petruška, Pavol Kravčík, Michal Albert, Pavol Dinka, Marián Moravčík, Julius Forsthoffer, Juraj Hraško, Monika Uhlerová, Peter Tollarovič, Emil Višňovský, Svetozár Krno, Stanislava Moyšová další.

Projekt v prvních letech usiloval o institucionální zastřešení slovenské levicové a národní inteligence s cílem propojit teorii a praxi (podpora družstevnictví, řešení bytové otázky, potravinové soběstačnosti, podpora míru).V srpnu 2018 vydali Oravské memorandum a lednu 2019 Telegram do davosu. Zorganizovali také konferenci historickém DAVu. Zúčastnil se ji režisér Zoro Záhon (spoluautor filmu Poema o svědomí, ve kterém zfilmoval úlohu Novomeského a Husáka v povstání) a syn Daniela Okáliho, ekonom Ivan Okáli.

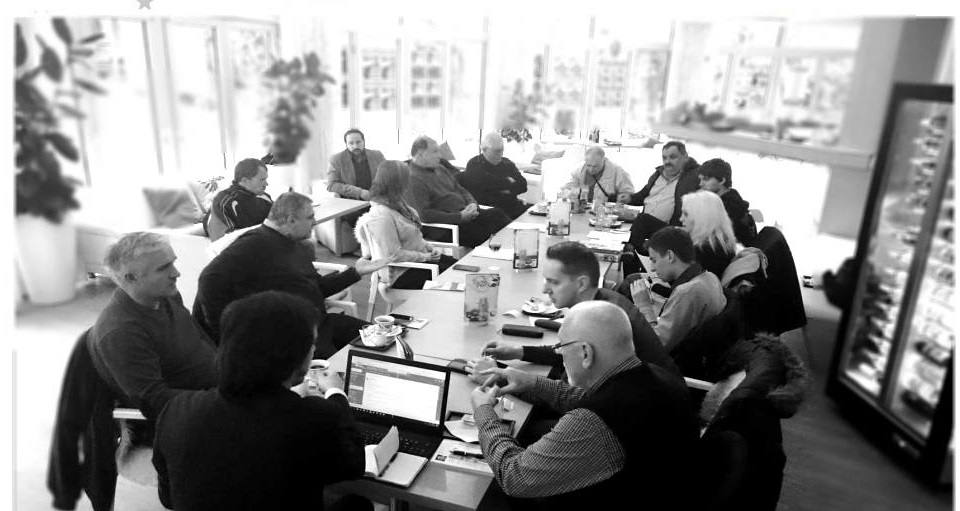
Komunita DAV DVA v Trnavě

Podpořili také petici OZ KOVO za ústavně zakotvený odchod do důchodu, která byla schválena slovenskou vládou. 31. května 2019 noví davisté na počest zakladatele družstevnictví Samuela Jurkoviče vysadili v spolupráci s o.z. Slavica a obcí Sobotište slovanský symbol lipu – strom Samuela Jurkoviče. Komunita založila v Košicích komunití-družstevní knihovnu, knihkupectví INLIBRI a Inštitút sociálnych práv. V souvislosti s pandemií covidu-19 vydali prohlášení, které apeluje na zestátnění jako alternativu v době ekonomické krize a vydali také prohlášení k milionářské dani.
Členem redakce byl také Juraj Janošovský, osobní přítel Gustáva Husáka a Egona Bondyho, který také zorganizoval diskusi s Husákovým životopiscem Vilémem Plevzou. Janošovský také organizuje vzpomínkové akce věnované Gustávovi Husákovi. S redakcí příležitostně spolupracovala i vzdálená příbuzná Laca Novomeského, Beata Novomeská.

#### Publikační činnost a digitalizace levicové literatury
Časopis vycházel periodicky od konce roku 2016 do roku 2019. Vydavatelem bylo občanské sdružení DAV DVA o.z. (IČO 50504487), na jejímž financování se podílela sama redakce, dopisovatelé a předplatitelé. Vyšli také Ročenka DAV DVA 2020, Ročenka DAV DVA 2021/2022 a ROZHOVORY S DAVOM.
Během dubna 2021 vydali několik autorských e-knih v Edici DAV DVA přes knihkupectví INLIBRI:
- Tomáš Daněk: Eseje[94]
- Tomáš Klimek: Protest posledného človeka[95]
- Soňa Valovičová: Čierny havran[96]
- David Diczházy: Ekonomická demokracia[97]
- Roman Michelko: Alternatívne politické systémy[98]
- Dominik Petruška: Magické poviedky[99]

DAV DVA publikoval také původní ročníky DAVu z 20. let. Digitalizoval také:
- knihy davistů,[6][8][19][20][43][51][100]
- spříznených autorů,[7][101][102][103][104]
- davistických životopisců.[105][106][107][108][109][110]

Na webu DAV DVA publikovali a tvorbu československých levicových spisovatelů:
- Vojtech Mihálik,[102]
- Miroslav Válek,[101]
- Ladislav Novomeský,[8][47][49][111][112]
- Vladimír Mináč,[113]
- Fraňo Král,[50][51]
- Daniel Okáli,[20]
- Ján Rob Poničan,[6][48][114]
- F. C. Weiskopf,[115][116][117]
- Jarko Elen,[26][118]
- Jiří Wolker,[7]
- Egon Bondy[119][120]